# Oleksandr Černeckyj
Oleksandr Stepanovyč Černeckyj (* 17. února 1984 Dolyna) je ukrajinský zápasník – klasik.

## Sportovní kariéra
Zápasení se věnoval od útlého dětství v rodném městě Dolyna v ukrajinské Haliči. Jeho osobním trenérem je po celou sportovní kariéru jeho otec Stepan. Již v mladém věku se začal specializovat na západní Ukrajině opomíjený zápas řecko-římský. Jako talentovaného sportovce si ho záhy trenéři stáhli do Kyjeva, kde pokračoval v tréninku na střední škole olympijských rezerv (nadějí).
Do ukrajinské mužské reprezentace klasiků se prosadil v roce 2006 s příchodem nového reprezentačního trenéra Nelsona Davidjana. Při svém první startu na seniorském mistrovství Evropy v Moskvě obsadil 3. místo. V roce 2008 se druhým místem na květnové olympijské kvalifikaci v srbském Novi Sadu kvalifikoval na olympijské hry v Pekingu. V Pekingu prohrál v úvodním kole ve dvou setech 0-2 s Američanem Dremiel Byersem.
V dalším olympijském cyklu se mu výsledkově nedařilo a nový reprezentační trenér Oleksandr Kotovoj dával přednost konkurenci. V olympijském roce 2012 prohrál nominaci na olympijské hry v Londýně s Jevgenijem Orlovem.
Svojí ztracenou pozici reprezentační jedničky získal zpátky v roce 2014 s příchodem trenéra Artura Dzygasova. V roce 2015 se třetím místem na mistrovství světa v Las Vegas kvalifikoval na olympijské hry v Riu. Do Ria odjížděl s ambicemi na pěkné umístění, ale neudýchal poslední minutu hrací doby druhého kole proti Gruzínu Ijakobu Kadžaijovi a prohrál před časovým limitem na lopatky.

### Výsledky v zápasu řecko-římském
| Turnaj             | 2001 | 2002 | 2003 | 2004 | 2005 | 2006 | 2007 | 2008 | 2009 | 2010 | 2011 | 2012 | 2013 | 2014 | 2015 | 2016 | 2017 | 2018 | 2019 |
| Turnaj             | 17   | 18   | 19   | 20   | 21   | 22   | 23   | 24   | 25   | 26   | 27   | 28   | 29   | 30   | 31   | 32   | 33   | 34   | 35   |
| Turnaj             | −85  | −96  | −120 | −120 | −120 | −120 | −120 | −120 | −120 | −120 | −120 | −120 | −120 | −130 | −130 | −130 | −130 | −130 | −130 |
| ------------------ | ---- | ---- | ---- | ---- | ---- | ---- | ---- | ---- | ---- | ---- | ---- | ---- | ---- | ---- | ---- | ---- | ---- | ---- | ---- |
| Olympijské hry     |      |      |      | —    |      |      |      | úč.  |      |      |      | —    |      |      |      | úč.  |      |      |      |
| Mistrovství světa  |      | —    | —    |      | —    | úč.  | úč.  |      | úč.  | úč.  | —    |      | úč.  | úč.  | 3.   |      | —    | úč.  | —    |
| Evropské hry       |      |      |      |      |      |      |      |      |      |      |      |      |      |      | —    |      |      |      | —    |
| Mistrovství Evropy |      | —    | —    | —    | —    | 3.   | 7.   | 7.   | úč.  | úč.  | —    | —    | —    | 5.   | —    | 2.   | 7.   | —    | úč.  |
| MS juniorů         | —    |      | —    |      |      |      |      |      |      |      |      |      |      |      |      |      |      |      |      |
| ME juniorů         |      | 3.   |      | úč.  |      |      |      |      |      |      |      |      |      |      |      |      |      |      |      |
| ME dorostenců      | 8.   |      |      |      |      |      |      |      |      |      |      |      |      |      |      |      |      |      |      |

### Olympijské hry a mistrovství světa
| Olympijské hry a mistrovství světa                 | Olympijské hry a mistrovství světa                 | Olympijské hry a mistrovství světa                 | Olympijské hry a mistrovství světa                 | Olympijské hry a mistrovství světa                 | Olympijské hry a mistrovství světa                 | Olympijské hry a mistrovství světa                 | Olympijské hry a mistrovství světa                 | Olympijské hry a mistrovství světa                 | Olympijské hry a mistrovství světa                 | Olympijské hry a mistrovství světa                 |
| Kolo                                               | Výsledek                                           | Bilance                                            | Soupeř                                             | Výsledek                                           | KB                                                 | ∑KB                                                | Styl                                               | Datum                                              | Turnaj                                             | Místo                                              |
| 2018 Mistrovství světa do 130 kg v klasickém stylu | 2018 Mistrovství světa do 130 kg v klasickém stylu | 2018 Mistrovství světa do 130 kg v klasickém stylu | 2018 Mistrovství světa do 130 kg v klasickém stylu | 2018 Mistrovství světa do 130 kg v klasickém stylu | 2018 Mistrovství světa do 130 kg v klasickém stylu | 2018 Mistrovství světa do 130 kg v klasickém stylu | 2018 Mistrovství světa do 130 kg v klasickém stylu | 2018 Mistrovství světa do 130 kg v klasickém stylu | 2018 Mistrovství světa do 130 kg v klasickém stylu | 2018 Mistrovství světa do 130 kg v klasickém stylu |
| -------------------------------------------------- | -------------------------------------------------- | -------------------------------------------------- | -------------------------------------------------- | -------------------------------------------------- | -------------------------------------------------- | -------------------------------------------------- | -------------------------------------------------- | -------------------------------------------------- | -------------------------------------------------- | -------------------------------------------------- |
| opravy                                             | prohra                                             | 9-12                                               | Óscar Pino (CUB)                                   | vzdal (4:22)                                       | 0                                                  | 4                                                  | Zápas řecko-římský                                 | 27.-28. října 2018                                 | Mistrovství světa                                  | Budapešť, Maďarsko                                 |
| 1/16                                               | prohra                                             | 9-11                                               | Sergej Semjonov (RUS)                              | tech. přev. (2:11)                                 | 1                                                  | 4                                                  | Zápas řecko-římský                                 | 27.-28. října 2018                                 | Mistrovství světa                                  | Budapešť, Maďarsko                                 |
| 1/32                                               | vítězství                                          | 9-10                                               | Sabáh Šaríatí (AZE)                                | tech. body (5:2)                                   | 3                                                  | 3                                                  | Zápas řecko-římský                                 | 27.-28. října 2018                                 | Mistrovství světa                                  | Budapešť, Maďarsko                                 |
| 2016 Olympijské hry do 130 kg v klasickém stylu    |                                                    |                                                    |                                                    |                                                    |                                                    |                                                    |                                                    |                                                    |                                                    |                                                    |
| 1/16                                               | prohra                                             | 8-10                                               | Ijakob Kadžaija (GEO)                              | lopatky (5:11)                                     | 0                                                  | 4                                                  | Zápas řecko-římský                                 | 15. srpen 2016                                     | Olympijské hry                                     | Rio de Janeiro, Brazílie                           |
| 1/32                                               | vítězství                                          | 8-9                                                | Abd al-Latíf Mohamed (EGY)                         | tech. přev. (2:14)                                 | 4                                                  | 4                                                  | Zápas řecko-římský                                 | 15. srpen 2016                                     | Olympijské hry                                     | Rio de Janeiro, Brazílie                           |
| 2015 Mistrovství světa do 130 kg v klasickém stylu |                                                    |                                                    |                                                    |                                                    |                                                    |                                                    |                                                    |                                                    |                                                    |                                                    |
| o 3. místo                                         | vítězství                                          | 7-9                                                | Sabáh Šaríatí (AZE)                                | lopatky (1:15)                                     | 5                                                  | 19                                                 | Zápas řecko-římský                                 | 8. září 2015                                       | Mistrovství světa                                  | Las Vegas, Spojené státy                           |
| opravy                                             | vítězství                                          | 6-9                                                | Josif Čugošvili (BLR)                              | tech. přev. (4:17)                                 | 4                                                  | 14                                                 | Zápas řecko-římský                                 | 8. září 2015                                       | Mistrovství světa                                  | Las Vegas, Spojené státy                           |
| čtvrtfinále                                        | prohra                                             | 5-9                                                | Rıza Kaya'alp (TUR)                                | tech. přev. (2:00)                                 | 0                                                  | 10                                                 | Zápas řecko-římský                                 | 8. září 2015                                       | Mistrovství světa                                  | Las Vegas, Spojené státy                           |
| 1/16                                               | vítězství                                          | 5-8                                                | Meng Čchiang (CHN)                                 | lopatky (1:42)                                     | 5                                                  | 10                                                 | Zápas řecko-římský                                 | 8. září 2015                                       | Mistrovství světa                                  | Las Vegas, Spojené státy                           |
| 1/32                                               | vítězství                                          | 4-8                                                | Andrés Ayub (CHL)                                  | lopatky (1:25)                                     | 5                                                  | 5                                                  | Zápas řecko-římský                                 | 8. září 2015                                       | Mistrovství světa                                  | Las Vegas, Spojené státy                           |
| 2014 Mistrovství světa do 130 kg v klasickém stylu |                                                    |                                                    |                                                    |                                                    |                                                    |                                                    |                                                    |                                                    |                                                    |                                                    |
| 1/32                                               | prohra                                             | 3-8                                                | Behnám Mehdízade (IRI)                             | tech. body (1:2)                                   | 1                                                  | 1                                                  | Zápas řecko-římský                                 | 13. září 2014                                      | Mistrovství světa                                  | Taškent, Uzbekistán                                |
| 2013 Mistrovství světa do 120 kg v klasickém stylu |                                                    |                                                    |                                                    |                                                    |                                                    |                                                    |                                                    |                                                    |                                                    |                                                    |
| opravy                                             | prohra                                             | 3-7                                                | Johan Eurén (SWE)                                  | tech. body (2:7)                                   | 1                                                  | 1                                                  | Zápas řecko-římský                                 | 22. září 2013                                      | Mistrovství světa                                  | Budapešť, Maďarsko                                 |
| 1/32                                               | prohra                                             | 3-6                                                | Amír Alíakbarí (IRI)                               | lopatky                                            | 0                                                  | 0                                                  | Zápas řecko-římský                                 | 22. září 2013                                      | Mistrovství světa                                  | Budapešť, Maďarsko                                 |
| 2010 Mistrovství světa do 120 kg v klasickém stylu |                                                    |                                                    |                                                    |                                                    |                                                    |                                                    |                                                    |                                                    |                                                    |                                                    |
| 1/16                                               | prohra                                             | 3-5                                                | Johan Eurén (SWE)                                  | 1-2 (3:2, 0:1, 0:6)                                | 1                                                  | 4                                                  | Zápas řecko-římský                                 | 7. září 2010                                       | Mistrovství světa                                  | Moskva, Rusko                                      |
| 1/32                                               | vítězství                                          | 3-4                                                | Soslan Farnijev (UZB)                              | 2-0 (1:0, 1:0)                                     | 3                                                  | 3                                                  | Zápas řecko-římský                                 | 7. září 2010                                       | Mistrovství světa                                  | Moskva, Rusko                                      |
| 2009 Mistrovství světa do 120 kg v klasickém stylu |                                                    |                                                    |                                                    |                                                    |                                                    |                                                    |                                                    |                                                    |                                                    |                                                    |
| 1/32                                               | prohra                                             | 2-4                                                | Ivan Ivanov (BUL)                                  | 0–2 (0:1, 0:5)                                     | 0                                                  | 0                                                  | Zápas řecko-římský                                 | 27. září 2009                                      | Mistrovství světa                                  | Herning, Dánsko                                    |
| 2008 Olympijské hry do 120 kg v klasickém stylu    |                                                    |                                                    |                                                    |                                                    |                                                    |                                                    |                                                    |                                                    |                                                    |                                                    |
| 1/32                                               | prohra                                             | 2-3                                                | Dremiel Byers (USA)                                | 0–2 (1:1*, 0:2)                                    | 0                                                  | 0                                                  | Zápas řecko-římský                                 | 14. srpen 2008                                     | Olympijské hry                                     | Peking, Čína                                       |
| 2007 Mistrovství světa do 120 kg v klasickém stylu |                                                    |                                                    |                                                    |                                                    |                                                    |                                                    |                                                    |                                                    |                                                    |                                                    |
| čtvrtfinále                                        | prohra                                             | 2-2                                                | Mihály Deák-Bárdos (HUN)                           | 0–2 (0:2, 0:7)                                     | 0                                                  | 6                                                  | Zápas řecko-římský                                 | 19. září 2007                                      | Mistrovství světa                                  | Baku, Ázerbájdžán                                  |
| 1/16                                               | vítězství                                          | 2-1                                                | Giorgi Curcumija (KAZ)                             | 2–1 (8:0, 1:8, 1*:1)                               | 3                                                  | 6                                                  | Zápas řecko-římský                                 | 19. září 2007                                      | Mistrovství světa                                  | Baku, Ázerbájdžán                                  |
| 1/32                                               | vítězství                                          | 1-1                                                | Matti Hämäläinen (FIN)                             | 2–0 (2:1, 2:1)                                     | 3                                                  | 3                                                  | Zápas řecko-římský                                 | 19. září 2007                                      | Mistrovství světa                                  | Baku, Ázerbájdžán                                  |
| 2006 Mistrovství světa do 120 kg v klasickém stylu |                                                    |                                                    |                                                    |                                                    |                                                    |                                                    |                                                    |                                                    |                                                    |                                                    |
| 1/32                                               | prohra                                             | 0-1                                                | Mihály Deák-Bárdos (HUN)                           | 0–2 (0:4, 0:3)                                     | 0                                                  | 0                                                  | Zápas řecko-římský                                 | 27. září 2006                                      | Mistrovství světa                                  | Kanton, Čína                                       |